# Comitè Central del Partit Comunista de la Unió Soviètica
El Comitè Central del Partit Comunista de la Unió Soviètica (en rus: Центральный комитет Коммунистической партии Советского Союза; transliterat Tsentralniy Komitet Kommunistitcheskoi Partii Sovetskogo Soyuza; normalment citat per les seves inicials ЦК КПСС = (TsK KPSS) i abreujat ЦК ("Tse-ka"), era el cos major del Partit Comunista de la Unió Soviètica.
D'acord amb les normes del Partit, el Comitè Central dirigia totes les activitats de Govern i del Partit entre cadascun dels Congressos del Partit. Els membres del Comitè eren escollits al Congrés del Partit cada cinc anys.
El Politburó era elegit per ell i l'informava. A més del Politburó, el Comitè Central també elegia els Secretaris del Comitè Central, que comprenia el Secretariat del Comitè Central. A més, el Comitè Central elegia el Secretari General del Partit Comunista de la Unió Soviètica. Entre 1919 i 1952, el Orgburo també era elegit de la mateixa manera que el Politburó i el Secretariat mitjançant els plens del Comitè Central.
Durant la major part de la seva existència, el poder del Comitè Central estava limitat per les seves rares trobades i la seva gran quantitat de membres, i el poder real estava en mans del Politburó. El Comitè funcionava com un segell per legitimitzar i donar una aura de consens a les decisions del Politburó. El Comitè només es trobava en dues ocasions anuals, amb sessions que s'estenien durant un o dos dies. Davant d'un fet cabdal es podien realitzar sessions especials plenàries, com ara un nou pla a llarg termini o l'elecció d'un nou Secretari General. Les eleccions també eren façanes, car els membres ja havien estat triats prèviament pels líders.
Entre 1917 i 1934, el Comitè Central actuava més o menys com un "parlament", on tenien lloc discussions polítiques. Però l'ocasional oposició d'alguns dels seus membres a Stalin portà a una purga del cos entre el 17è i el 18è Congressos del Partit (1934-39). Fins a la mort de Stalin, el seu paper va ser pràcticament inexistent.
Després de la mort de Stalin va haver un període de lideratge col·lectiu, que revitalitzà el Comitè abans que retornés al seu paper complaent. No obstant això, el Comitè jugaria un paper crític en la carrera de Nikita Khrusxov. El 1957, el Comitè Central rebutjà una decisió del Presídium (com ara s'anomenava al Politburó) per rellevar Khrusxov com a líder del Partit. Khrusxov, amb el suport del Mariscal Gueorgui Júkov aconseguí el suport del Comitè Central contra el que ell anomenà el Grup Anti-Partit. Set anys després, però, el 14 d'octubre de 1964, va ser una reunió del Comitè Central la que deposà finalment Khrusxov.
El Comitè Central també va prendre una decisió vital al març de 1985 quan elegí al reformista Mikhaïl Gorbatxov com a nou Secretari General del Partit Comunista de la Unió Soviètica, amb només un vot de marge per damunt de Viktor Grixin, l'home de la línia dura.
Després del cop fracassat d'agost de 1991, el Comitè Central es va dissoldre de la mateixa manera que el mateix Partit Comunista.

## Aparell del Comitè Central
El Secretariat encapçalava l'aparell central del Comitè Central i era l'únic responsable del desenvolupament i la implementació de les polítiques del partit. El Secretariat també suportava un pes polític perquè diversos dels seus membres formaven part del Politburó.
Els membres del Secretariat supervisaven el treball dels diversos departaments del Comitè Central. Els caps de departament, que normalment s'asseien al Comitè Central, quedaven subordinats als secretariats.
Abans de 1991, l'aparell contenia molts més departaments responsables de l'economia. Aquests departaments incloïen un per l'economia com a ens, un per a la construcció de maquinària i un per a la indústria química, entre d'altres. El Partit abolí tots aquests departaments en un intent d'eliminar-se de la direcció del dia a dia de l'economia en favor dels cossos de govern i un major paper pel mercat, com a part de la perestroika.

### Departaments del Comitè Central
El 1980, l'aparell del Comitè Central incloïa:
1. Un departament militar;
2. Divisió Internacional;
3. Departament de Defensa;
4. General de divisió;
5. Divisió d'Administració;
6. Departament de Comerç Exterior;
7. Departament d'Informació;
8. Departament de Cultura;
9. Departament d'Indústries Lleugeres i béns de consum;
10. Departament d'Enginyeria Mecànica;
11. Divisió d'Informació Internacional;
12. Departament de Ciència i institucions educatives;
13. Departament d'indústria de defensa;
14. Departament de treball d'organització del partit.
15. Sectors Funcionals: 
  1. Control del Partit;
  2. La capacitació i l'ensinistrament del personal;
  3. Treball amb les organitzacions comunitàries, els soviets i la Lliga de la Joventut Comunista;
  4. Inspecció;
16. Regional dels sectors: 
  1. Ucraïna, Moldàvia;
  2. Àsia central, Kazakhstan;
  3. el Caucas, Estats Bàltics, Belarús;
17. Departament de planificació i els organismes financers;
18. Departament de Propaganda i Agitació
  1. Sectors: incidència, campanyes, el treball dels mitjans de comunicació, premsa, ràdio i televisió;
19. El departament del personal estranger i els viatges a l'estranger;
20. Departament de Relacions amb els partits comunistes i obrers dels països socialistes;
21. Departament d'Agricultura i Indústria Alimentària;
22. Divisió de la Construcció;
23. Departament de Comerç i serveis al consumidor;
24. Departament de Transports i Comunicacions;
25. Departament d'Indústria Pesant i Energia;
26. Departament d'Indústria Química;
27. Departament d'Economia;
28. Inspecció;
29. Administració.

Al Comitè Central hi havia quatre institucions de recerca i educació: l'Institut de Marxisme-Leninisme del Comitè Central del PCUS, l'Institut de Ciències Socials en el marc del Comitè Central del PCUS; l'Escola Superior del Partit del Comitè Central i l'Acadèmia de Ciències Socials en el marc del Comitè Central del PCUS.